# Tipula (Lunatipula) gibbifera
Tipula (Lunatipula) gibbifera is een tweevleugelige uit de familie langpootmuggen (Tipulidae). De soort komt voor in het Palearctisch gebied.